# Grammonus ater
Grammonus ater is een  straalvinnige vissensoort uit de familie van naaldvissen (Bythitidae). De wetenschappelijke naam van de soort is voor het eerst geldig gepubliceerd in 1810 door Risso.
De soort staat op de Rode Lijst van de IUCN als niet bedreigd, beoordelingsjaar 2008.